# ISO 3166-2:DK
ISO 3166-2:DK è uno standard ISO che definisce i codici geografici della Danimarca ed è un sottogruppo del codice ISO 3166-2.
Tali codici sono stati assegnati alle cinque regioni e sono formati dalla sigla DK-, seguita da un codice numerico a due cifre da 81 a 85. Fino al 2007 vi era un codice numerico a tre cifre per le tredici contee e le tre municipalità.

## Lista dei codici
| Codice | Regione                |
| ------ | ---------------------- |
| DK-84  | Hovedstaden            |
| DK-82  | Jutland Centrale       |
| DK-81  | Jutland Settentrionale |
| DK-85  | Selandia               |
| DK-83  | Danimarca Meridionale  |

## Codici non più in uso

### Contee
| Codice | Contea                 |
| ------ | ---------------------- |
| DK-015 | Copenhagen             |
| DK-020 | Frederiksborg          |
| DK-025 | Roskilde               |
| DK-030 | Selandia Occidentale   |
| DK-035 | Storstrøm              |
| DK-042 | Fionia                 |
| DK-050 | Jutland Meridionale    |
| DK-055 | Ribe                   |
| DK-060 | Vejle                  |
| DK-065 | Ringkjøbing            |
| DK-070 | Århus                  |
| DK-076 | Viborg                 |
| DK-080 | Jutland Settentrionale |

### Comuni
| Codice | Comune        |
| ------ | ------------- |
| DK-040 | Bornholm      |
| DK-101 | Copenaghen    |
| DK-147 | Frederiksberg |